# 南アフリカグランプリ (ロードレース)
南アフリカグランプリ（南アフリカGP、South African Grand Prix ）は、1983年から2004年までロードレース世界選手権の一戦として南アフリカ共和国で断続的に開催されていたオートバイレースのイベントである。

## 概要
1983年から1985年までシーズンの開幕戦としてキャラミで開催されたが、南アフリカ共和国のアパルトヘイト政策に対する抗議のために1986年から中断された。1992年にはアパルトヘイト撤廃を受けてシーズン最終戦として開催されたが、翌年から再び中断された。1999年からは開催地をウェルコム・サーキットに移して復活し、2004年まで開催された。

## 南アフリカGPの歴代優勝者
| 年   | サーキット | 125cc                                    | 250cc                                    | 500cc                            | 結果 |
| ---- | ---------- | ---------------------------------------- | ---------------------------------------- | -------------------------------- | ---- |
| 1983 | キャラミ   |                                          | ジャン＝フランソワ・バルデ（シュバリエ） | フレディ・スペンサー（ホンダ）   | 詳細 |
| 1984 | キャラミ   |                                          | パトリック・フェルナンデス（ヤマハ）     | エディ・ローソン（ヤマハ）       | 詳細 |
| 1985 | キャラミ   |                                          | フレディ・スペンサー（ホンダ）           | エディ・ローソン（ヤマハ）       | 詳細 |
| 1992 | キャラミ   | ホルヘ・マルチネス（ホンダ）             | マックス・ビアッジ（アプリリア）         | ジョン・コシンスキー（ヤマハ）   | 詳細 |
| 1999 | ウェルコム | ジャンルイジ・スカルビーニ（アプリリア） | バレンティーノ・ロッシ（アプリリア）     | マックス・ビアッジ（ヤマハ）     | 詳細 |
| 2000 | ウェルコム | アルノー・ヴァンサン（アプリリア）       | 中野真矢（ヤマハ）                       | ギャリー・マッコイ（ヤマハ）     | 詳細 |
| 2001 | ウェルコム | 宇井陽一（デルビ）                       | 加藤大治郎（ホンダ）                     | バレンティーノ・ロッシ（ホンダ） | 詳細 |
| 年   | サーキット | 125cc                                    | 250cc                                    | MotoGP                           | 結果 |
| 2002 | ウェルコム | マヌエル・ポジャーリ（ジレラ）           | マルコ・メランドリ（アプリリア）         | 宇川徹（ホンダ）                 | 詳細 |
| 2003 | ウェルコム | ダニ・ペドロサ（ホンダ）                 | マヌエル・ポジャーリ（アプリリア）       | セテ・ジベルナウ（ホンダ）       | 詳細 |
| 2004 | ウェルコム | アンドレア・ドヴィツィオーゾ（ホンダ）   | ダニ・ペドロサ（ホンダ）                 | バレンティーノ・ロッシ（ヤマハ） | 詳細 |

## 南アフリカGPが開催されたサーキット

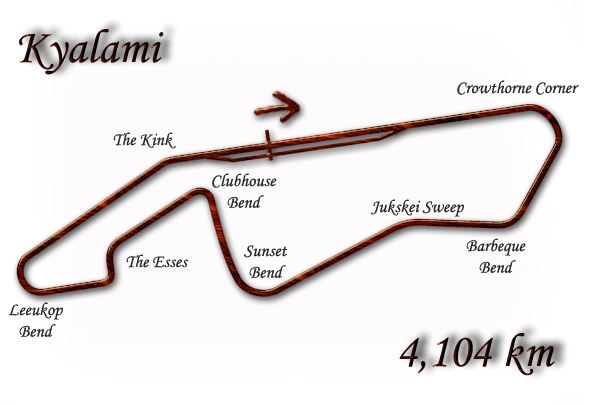
キャラミ（1985年までのコース図）
南緯25度59分51秒 東経28度4分3秒 / 南緯25.99750度 東経28.06750度
キャラミ（1990年代のコース図）
南緯25度59分51秒 東経28度4分3秒 / 南緯25.99750度 東経28.06750度
ウェルコム・サーキット 南緯27度54分16秒 東経26度42分44秒 / 南緯27.90444度 東経26.71222度